# Nacionalno prvenstvo ZDA 1959
Nacionalno prvenstvo ZDA 1959 v tenisu.

## Moški posamično
Neale Fraser :  Alex Olmedo  6-3 5-7 6-2 6-4

## Ženske posamično
Maria Bueno :  Christine Truman Janes  6-1, 6-4

## Moške dvojice
Neale Fraser /  Roy Emerson :  Alex Olmedo /  Earl Buchholz 3–6, 6–3, 5–7, 6–4, 7–5

## Ženske dvojice
Jeanne Arth /  Darlene Hard :  Althea Gibson /  Sally Moore 6–2, 6–3

## Mešane dvojice
Margaret Osborne /   Neale Fraser :  Janet Hopps /  Bob Mark 7–5, 13–15, 6–2